# Ambient Highway
Ambient Highway is een verzameling van vier compact discs gewijd aan de muziek van Edgar Froese. In zijn albums met Tangerine Dream en van hemzelf zitten tracks die meer in het genre ambient passen, dan in de Berlijnse School voor elektronische muziek. Deze tracks werden nu door Froese verzameld en indien nodig opnieuw ge(re)mastered of opgenomen. 
TDP was het eigen platenlabel van Tangerine Dream en Froese, maar ging failliet.

## Musici
- Edgar Froese – synthesizers, elektronica

## Muziek
“Nieuw” zou gaan om niet eerder verschenen materiaal. Froese geeft nog weleens nieuwe titels aan bestaand werk. 

| Nr. | Titel                                         | Duur |
| --- | --------------------------------------------- | ---- |
| 1.  | Sahara child (nieuw)                          | 5:42 |
| 2.  | Walkabout Abora (nieuw)                       | 7:16 |
| 3.  | Santa Elena Marisal (van Beyond the storm)    | 7:42 |
| 4.  | Carneol (Beyond the storm)                    | 4:49 |
| 5.  | Bobcats in the sun (Beyond the storm)         | 5:30 |
| 6.  | Afternoon on the Nile (Beyond the storm)      | 7:07 |
| 7.  | Magic lantern (Beyond the storm)              | 5:09 |
| 8.  | Crane routing (Tangents 1994)                 | 6:00 |
| 9.  | Tierra del Fuego (Beyond the storm)           | 4:25 |
| 10. | Dome of the yellow turtles (Beyond the storm) | 5;12 |
| 11. | Car dreaming (nieuw)                          | 5:05 |

| Nr. | Titel                                                       | Duur |
| --- | ----------------------------------------------------------- | ---- |
| 1.  | Stuntman-part 2 (Stuntman heropgenomen)                     | 4:16 |
| 2.  | Moonlight on a crawler lane (Beyond the storm)              | 4:07 |
| 3.  | Raindance (nieuw)                                           | 9:02 |
| 4.  | One fine day in Siberia (Beyond the storm)                  | 5:10 |
| 5.  | Heatwave city (Beyond the storm)                            | 5:39 |
| 6.  | Epsilon in Malaysian pale-part 2 (Epsilon, heropgenomen)    | 5:34 |
| 7.  | Shores of Guam (Beyond the storm)                           | 5:09 |
| 8.  | Tropic of Capricorn-part 2 (Beyond the storm, heropgenomen) | 5:14 |
| 9.  | Vault of the heaven (Beyond the storm)                      | 5:10 |
| 10. | Koala sunrise (nieuw)                                       | 8:06 |
| 11. | The morning seal (nieuw)                                    | 5:58 |

One fine day in Siberia kwam al voor op het album The Hollywood years, volume 1 onder de titel Law Paradiso.
| Nr. | Titel                                            | Duur |
| --- | ------------------------------------------------ | ---- |
| 1.  | Down to Barstow (nieuw)                          | 5:30 |
| 2.  | Copper coast (Tangents)                          | 5:23 |
| 3.  | Days of camouflage (Beyond the storm)            | 6:12 |
| 4.  | Macula transfer-part 2 (Macula transfer)         | 3:58 |
| 5.  | The night at Ayers Rock (Tangents)               | 3:22 |
| 6.  | The light cone-part 2 (Pinnacles)                | 4:36 |
| 7.  | Genesta in the afternoon glow (Beyond the sorm)  | 3:44 |
| 8.  | Drunken Mozart in the desert-part two (Stuntman) | 9:36 |
| 9.  | Gizeh sunset (nieuw)                             | 6:04 |
| 10. | Summer in Key West (nieuw)                       | 6:49 |
| 11. | Craving for a rose (nieuw)                       | 5:49 |

| Nr. | Titel                              | Duur |
| --- | ---------------------------------- | ---- |
| 1.  | Colorado dawn (nieuw)              | 9:15 |
| 2.  | Great Barrier Riff (Tangents)      | 4:12 |
| 3.  | Bourbon Street parade (Aqua)       | 4:29 |
| 4.  | Descent like a hawk (Zoning)       | 5:11 |
| 5.  | Juniper mascara (Kamikaze 1989)    | 4:30 |
| 6.  | Pinnacles, part 2 (Pinnacles)      | 8:02 |
| 7.  | Vulcano (Tangents)                 | 5:05 |
| 8.  | Metropolis, part 2 (Ages)          | 5:44 |
| 9.  | South Dakota (Tangents)            | 3:31 |
| 10. | Year of the falcon (Kamikaze 1989) | 5:44 |
| 11. | Raindrops on black skin (nieuw)    | 3:56 |

Bourbon Street parade is een andere titel voor Upland